# گنگجو
شهر گنگجو (به انگلیسی: Gongju) یا گنگجو-سی که همچنین کنگجو نیز تلفظ میشود در استان چونگچانگ جنوبی  در کشور کره‌جنوبی واقع شده‌است. 